# Kvantbrunn
En kvantbrunn är en potentialbrunn där bredden på brunnen är i samma storleksordning som de Broglie-våglängden för elektroner och hål. Inneslutningen leder till att elektroner och hål endast kan anta diskreta energinivåer och att de antar andra effektiva massor än när de kan röra sig fritt i ett tredimensionellt material.
En kvantbrunn kan konstrueras genom att ha ett tunt lager av en halvledare mellan två tjockare lager av en annan halvledare, där den senare halvledaren har större bandgap.